# Instytut Rozwoju Społeczeństwa Informacyjnego
Instytut Rozwoju Społeczeństwa Informacyjnego (IRSI) – podmiot, którego celem jest działalność naukowa, badawcza oraz zastosowanie wyników tych prac w praktyce poprzez wdrażanie innowacyjnych rozwiązań, a także poprzez szeroko rozumianą edukację. Instytut powstał w roku 2007.

## Projekty realizowane przez Instytut Rozwoju Społeczeństwa Informacyjnego
Instytut realizuje projekty promujące ideę elektronicznej administracji, polegające na realizacji zadań publicznych przez organy administracji państwowej i samorządowej za pomocą nowoczesnych technologii internetowych, które są łatwo dostępne poprzez internet dla interesantów, co czyni urzędy dostępnymi w dowolnie wybranym miejscu i czasie. 
Instytut realizuje szereg badań, np. wspólne projekty z Polską Agencją Prasową. Dotyczą one między innymi branży public relations oraz dziennikarzy. Instytut Rozwoju Społeczeństwa Informacyjnego wraz z Polską Agencją Prasową prowadził badanie, którego celem było usprawnienie pracy na linii dziennikarz – PR-owiec, a także poznanie czynników wpływających na efektywność opracowania i dystrybucji materiałów prasowych. Instytut zrealizował także z Polską Agencją Prasową badania na temat procesu organizacji konferencji prasowych. W roku 2020 obaj partnerzy przeprowadzili badanie „Praca dziennikarza w dobie koronawirusa i lockdown". Dokonano analizy wypowiedzi 316 dziennikarzy, rozpoznając ich sytuację zawodową i aspekty wykonywanej przez nich pracy od początku pandemii w Polsce. 
Instytut prowadził również badania poświęcone preferencjom życiowym kobiet w Polsce. Na bazie tych badań przygotowane zostały konferencje podsumowujące, promujące ich wyniki, m.in. w Lublinie i Rzeszowie. Instytut od początku swojego istnienia jest partnerem Kongresu Public Relations, web.Master oraz szeregu innych konferencji.

## Badania na temat cyberbezpieczeństwa i dezinformacji
Instytut przeprowadza szereg projektów badawczych, których celem jest edukacja i uświadamianie problemów, szczególnie związanych z cyberbezpieczeństwem i dezinformacją. Badania w tym zakresie Instytut przeprowadził wspólnie z Polską Agencją Prasową w roku 2022. W projekcie zdefiniowany został między innymi ogólny poziom wiedzy na temat bezpieczeństwa w sieci.